# ミナミユリカモメ

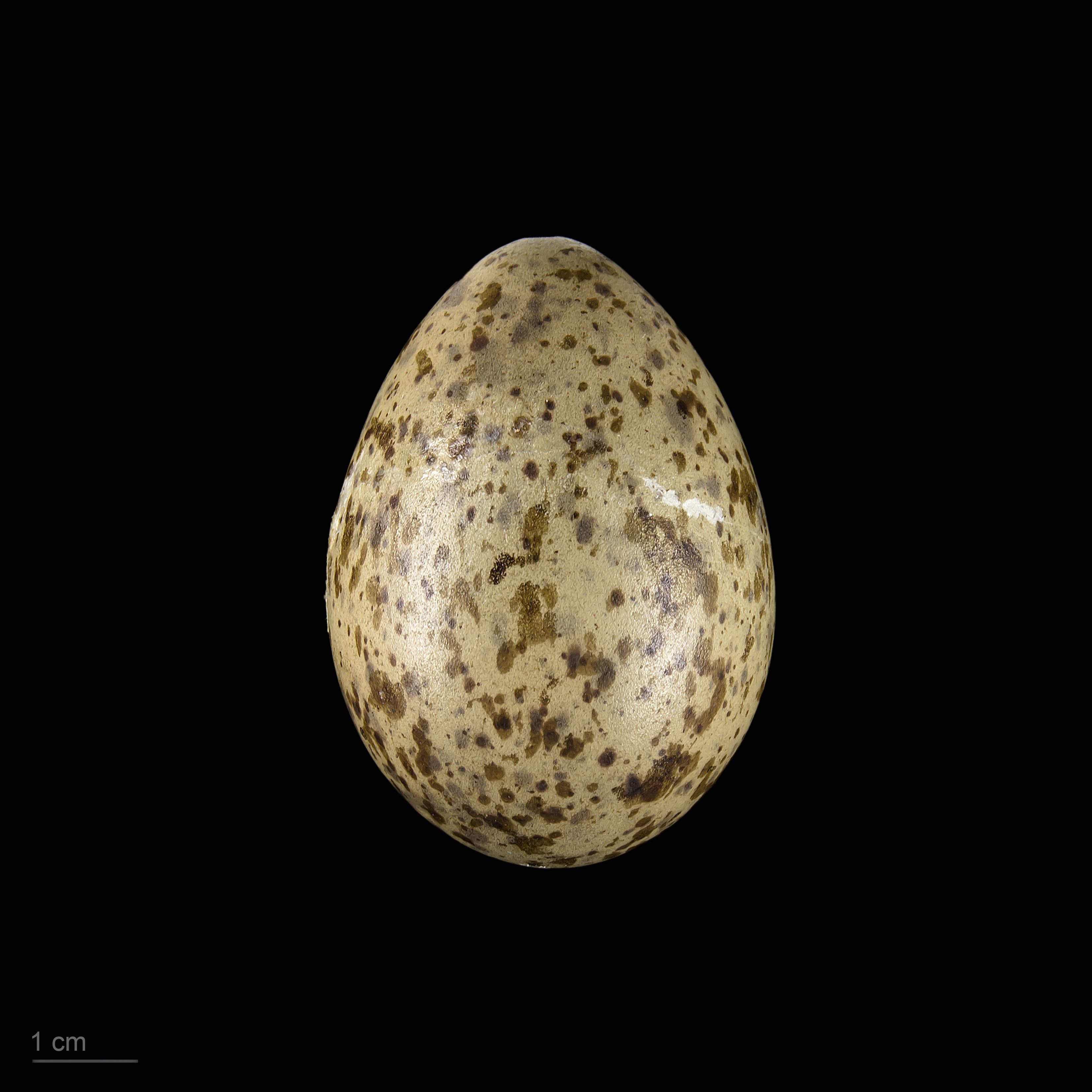
Chroicocephalus maculipennis

ミナミユリカモメ （学名： Chroicocephalus maculipennis）は、チドリ目カモメ科に分類される鳥類の1種。

## 分布
南アメリカ